# Pawel Alexandrowitsch Katenin
Pawel Alexandrowitsch Katenin (russisch Павел Александрович Катенин, wiss. Transliteration Pavel Aleksandrovič Katenin, geb. 1792, Gut Schajowo, Gouvernement Kostroma; gest. 1853 ebenda) war ein russischer Dichter, Dramatiker und Literaturkritiker.

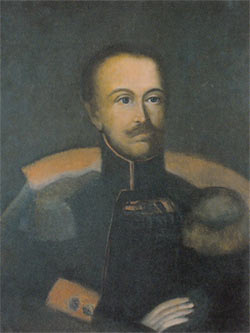
Pawel Katenin (Porträt aus dem 19. Jahrhundert)

## Leben
Pawel Katenin entstammt einer alten Adelsfamilie, er wurde 1792 auf dem Gut Schajowo geboren. Neben seinem schriftstellerischen Leben sammelte er auch militärische Erfahrung, wobei er als russischer Offizier gegen Napoleon kämpfte und am Krieg 1812/15 teilnahm, unter anderem an den Schlachten von Borodino, Kulm und um Paris. Er war ein Dichter der revolutionären Romantik und stand schöpferisch der Dekabristen-Bewegung nahe, deren Mitglied er bis 1818 war. Er war mit dem Dichter Alexander Puschkin befreundet, mit dem er auch in einem Briefwechsel stand.
Katenin spielte als Dramatiker, Übersetzer, Kritiker und Regisseur eine große Rolle in der Geschichte des russischen Theaters. Seine Theaterstücke im 'klassischen' Stil wurden zu seiner Zeit häufig aufgeführt. Seine Themen entnahm er dem altrussischen Leben, aber in der Form hielt er sich streng an die französischen Vorbilder Thomas Corneille (1625–1709) und Jean Racine (1639–1699), von denen er Ariane und Esther übersetzte.
1820 musste er in den Ruhestand gehen und wurde als politisch unzuverlässiger Liberaler aus Sankt Petersburg vertrieben. Während seiner Dekabristen-Zeit entstand die von ihm gedichtete Revolutionshymne Unser Vaterland leidet (russ. Отечество наше страдает), die eine Umarbeitung des populären französischen Liedes Veillons au salut de l'Empire (1791) des französischen Komponisten Nicolas Dalayrac (1753–1809) darstellt, und von der nur eine Strophe erhalten ist. Sie wurden von den Dekabristen nicht nur vor ihrem Aufstand, sondern auch später in Sibirien – dem Ort ihrer Verbannung – gesungen.
| Отечество наше страдает Под игом твоим, о злодей! Коль нас деспотизм угнетает, То свергнем мы трон и царей. Свобода! Свобода! Ты царствуй над нами! Ах! лучше смерть, чем жить рабами, — Вот клятва каждого из нас... Между 1817 и 1820 | Unser Vaterland leidet unter deinem Joch, du Übeltäter! Wenn Despotismus uns unterdrückt, werden wir Thron und Zaren stürzen. Freiheit! Freiheit! Du sollst über uns herrschen! Besser der Tod als die Sklaverei, – das ist der Schwur eines jeden von uns... Zwischen 1817 und 1820 |

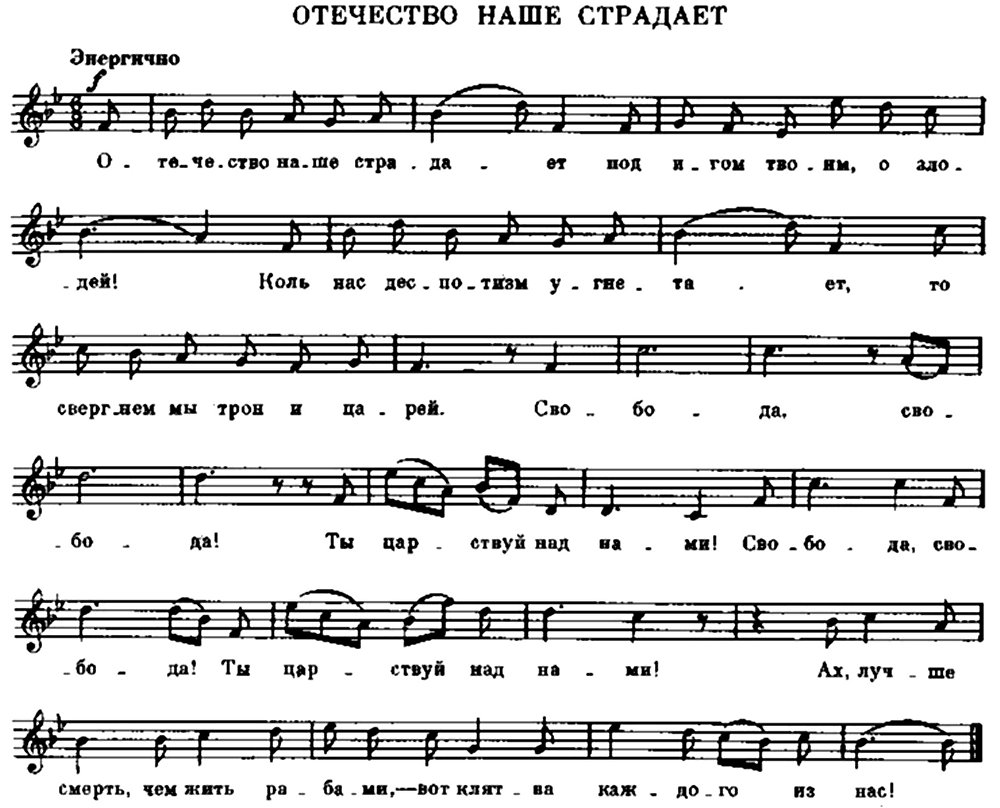
Otetschestwo nasche stradajet

Sein Exil auf dem Lande isolierte ihn von seinem literarischen Leben, und das Scheitern des Dekabristenaufstandes beraubte ihn seiner Gleichgesinnten. Anfang der 1830er Jahre versuchte Katenin mit Hilfe von Puschkin wieder literarisch tätig zu werden: Er schrieb Artikel und Gedichte, in denen er versuchte, das Problem der Darstellung des Lebens auf dem Lande zu lösen (Idyllen Dura / Дура, Invalide Gorew / Инвалид Горев).
Als Vertreter der 'jungen Archaisten' schrieb er in Polemik mit der Romantik die letzte klassische russische Tragödie (Andromache). In seinen Balladen (Der Mörder / Убийца, 1815; Olga / Ольга, 1816), die von G. A. Bürger beeinflusst waren, versuchte er, das nationale Element realistisch auszudrücken. Als Kritiker wurde er von Puschkin hochgeschätzt.
Dem Literaturwissenschaftler Ju. M. Lotman zufolge gibt seine mit Idiomen angereicherte Sprache die Denkweise des Volkes wieder, womit auch eine für seine Balladen typische naive religiöse Moralisierung verbunden sei. Das Interesse am Problem des nationalen Charakters werde auch durch sein Bestreben hervorgerufen, die alte russische künstlerische Tradition zu nutzen (Verse Mstislaw Mstislawitsch und andere). Die Grundlage seiner Ansichten waren die Ansichten von Alexander Schischkow (1754–1841), über die Originalität der Denkweise eines jeden Volkes, die sich in der unübersetzbaren Einzigartigkeit der Sprache widerspiegele. Katenin war beeindruckt von der stilistischen Innovation von I. A. Krylow und dessen Fähigkeit, die nationale Psyche zu vermitteln. Später habe Katenin die romantische Theorie der geschlossenen nationalen Kulturen geteilt und sie mit der dezembristischen Idee des Kampfes um die literarische Nationalität verbunden. Der literarische Kreis scharte sich um Katenin und stellte sich gegen die Karamsin-Schukowski-Schule. Katenin beeinflusste die literarischen Ansichten von A. Gribojedow, Wilhelm Küchelbecker und A. I. Odojewski, und in den Jahren 1818–19 auch A. S. Puschkin.
Katenin wurde in Borejewo begraben und 1955 nach Tschuchloma umgebettet.

## Werke
Seine gesammelten Werke in Versen wurden 1832 veröffentlicht. Dichtungen von ihm fanden Aufnahme in der russischen  Buchreihe  Bibliothek der Weltliteratur.
Einzelwerke (Auswahl)
- Andromache (Tragödie)
- Der Student. Prosakomödie, 1817, mit Alexander Gribojedow
- Russische Übersetzung des Cid von Pierre Corneille im Jahre 1822